# 司馬邃之
司馬邃之（？—386年），东晋宗室，安平献王司馬孚的后裔，世系不明。
西晋建立之初，以司马懿三弟司馬孚为安平王，传三世，晋武帝太康二年（281年）三月，司馬孚之孙司馬敦去世，国绝。其后不知何时复国，世系不详，司马邃之封为安平王（治今河北省冀州市）。晋孝武帝太元十一年（386年）八月丁亥，安平王司馬邃之去世。之后，司马球之袭封安平王。
| 前任： 司馬敦 | 晋朝安平王 ？－386年 | 繼任： 司马球之 |